# LNB Pro A 1996-97
La LNB Pro A 1996-1997 fue la edición número 75 de la Pro A, la máxima competición de baloncesto de Francia. Los ocho mejor clasificados accederían a los playoffs, mientras que el BCM Gravelines descendendió a la Pro B.
El campeón sería por cuarta vez en su historia el Paris Basket Racing, tras derrotar al ASVEL Lyon-Villeurbanne en la final en dos partidos.

## Equipos 1996-97
| Equipo                      | Ciudad              | Pabellón                                    | Capacidad |
| --------------------------- | ------------------- | ------------------------------------------- | --------- |
| Olympique d'Antibes         | Antibes             | Salle Jean-Bunoz                            | 5000      |
| Besançon Basket Comté Doubs | Besançon            | Palais des sports Ghani-Yalouz              | 4200      |
| ÉS Chalon-sur-Saône         | Chalon-sur-Saône    | Maison des Sports                           | 2200      |
| Cholet Basket               | Cholet              | La Meilleraie                               | 5191      |
| JDA Dijon                   | Dijon               | Palais des Sports Jean-Michel Geoffroy      | 4600      |
| ALM Évreux Basket           | Évreux              | Salle Jean Fourre                           | 3400      |
| BCM Gravelines Dunkerque    | Gravelines          | Sportica                                    | 3500      |
| Le Mans Sarthe Basket       | Le Mans             | Antarès                                     | 6003      |
| Levallois SC                | Levallois           | Palais des Sports Marcel Cerdan             | 3000      |
| CSP Limoges                 | Limoges             | Palais des sports de Beaublanc              | 5500      |
| ASVEL Basket                | Lyon – Villeurbanne | Astroballe                                  | 5643      |
| Montpellier Paillade Basket | Montpellier         | Palacio de los Deportes Pierre de Coubertin | 4003      |
| SLUC Nancy Basket           | Nancy               | Palais des Sports Jean Weille               | 6027      |
| Paris Basket Racing         | París               | Stade Pierre-de-Coubertin                   | 4200      |
| Élan Béarnais Pau-Orthez    | Pau-Orthez          | Palais des Sports de Pau                    | 7813      |
| Strasbourg IG               | Estrasburgo         | Rhénus                                      | 4000      |

## Resultados

### Temporada regular
|     | Equipo                      | J  | G  | P  | PF   | PC   | Pts | Clasificación     |
| --- | --------------------------- | -- | -- | -- | ---- | ---- | --- | ----------------- |
| 1.  | Élan Béarnais Pau-Orthez    | 30 | 24 | 6  | 2556 | 2264 | 54  | playoff           |
| 2.  | CSP Limoges                 | 30 | 23 | 7  | 2505 | 2253 | 53  | playoff           |
| 3.  | ASVEL Basket                | 30 | 23 | 7  | 2406 | 2158 | 53  | playoff           |
| 4.  | Le Mans Sarthe Basket       | 30 | 21 | 9  | 2444 | 2296 | 51  | playoff           |
| 5.  | Paris Basket Racing         | 30 | 21 | 9  | 2399 | 2267 | 51  | playoff           |
| 6.  | Cholet Basket               | 30 | 18 | 12 | 2382 | 2238 | 48  | playoff           |
| 7.  | Montpellier Paillade Basket | 30 | 15 | 15 | 2291 | 2353 | 45  | playoff           |
| 8.  | SLUC Nancy Basket           | 30 | 15 | 15 | 2266 | 2268 | 45  | playoff           |
| 9.  | JDA Dijon                   | 30 | 13 | 17 | 2320 | 2409 | 43  |                   |
| 10. | Olympique d'Antibes         | 30 | 13 | 17 | 2301 | 2367 | 43  |                   |
| 11. | ÉS Chalon-sur-Saône         | 30 | 11 | 19 | 2249 | 2389 | 41  |                   |
| 12. | Besançon Basket Comté Doubs | 30 | 10 | 20 | 2397 | 2479 | 40  |                   |
| 13. | Levallois SC                | 30 | 10 | 20 | 2274 | 2416 | 40  |                   |
| 14. | Strasbourg IG               | 30 | 9  | 21 | 2338 | 2428 | 39  |                   |
| 15. | ALM Évreux Basket           | 30 | 7  | 23 | 2205 | 2527 | 37  |                   |
| 16. | BCM Gravelines Dunkerque    | 30 | 7  | 23 | 2093 | 2314 | 37  | Desciende a Pro B |

## Playoff
|  | Cuartos de final | Cuartos de final            | Cuartos de final |                     |    | Semifinales              | Semifinales | Semifinales |  |    | Final               | Final | Final |  |
|  |                  |                             |                  |                     |    |                          |             |             |  |    |                     |       |       |  |
|  |                  |                             |                  |                     |    |                          |             |             |  |    |                     |       |       |  |
|  | 1.               | Élan Béarnais Pau-Orthez    | 2                |                     |    |                          |             |             |  |    |                     |       |       |  |
|  | 1.               | Élan Béarnais Pau-Orthez    | 2                |                     |    |                          |             |             |  |    |                     |       |       |  |
|  | 8.               | SLUC Nancy Basket           | 0                |                     |    |                          |             |             |  |    |                     |       |       |  |
|  | 8.               | SLUC Nancy Basket           | 0                |                     | 1. | Élan Béarnais Pau-Orthez | 1           |             |  |    |                     |       |       |  |
|  |                  |                             |                  |                     | 1. | Élan Béarnais Pau-Orthez | 1           |             |  |    |                     |       |       |  |
|  |                  |                             | 5.               | Paris Basket Racing | 2  |                          |             |             |  |    |                     |       |       |  |
|  | 4.               | Le Mans Sarthe Basket       | 5.               | Paris Basket Racing | 2  | 0                        |             |             |  |    |                     |       |       |  |
|  | 4.               | Le Mans Sarthe Basket       |                  |                     |    |                          |             |             |  |    |                     |       |       |  |
|  | 5.               | Paris Basket Racing         | 2                |                     |    |                          |             |             |  |    |                     |       |       |  |
|  | 5.               | Paris Basket Racing         | 2                |                     |    |                          |             |             |  | 5. | Paris Basket Racing | 2     |       |  |
|  |                  |                             |                  |                     |    |                          |             |             |  | 5. | Paris Basket Racing | 2     |       |  |
|  |                  |                             | 3.               | ASVEL Basket        | 0  |                          |             |             |  |    |                     |       |       |  |
|  | 2.               | CSP Limoges                 | 3.               | ASVEL Basket        | 0  | 2                        |             |             |  |    |                     |       |       |  |
|  | 2.               | CSP Limoges                 |                  |                     |    |                          |             |             |  |    |                     |       |       |  |
|  | 7.               | Montpellier Paillade Basket | 0                |                     |    |                          |             |             |  |    |                     |       |       |  |
|  | 7.               | Montpellier Paillade Basket | 0                |                     | 2. | CSP Limoges              | 1           |             |  |    |                     |       |       |  |
|  |                  |                             |                  |                     | 2. | CSP Limoges              | 1           |             |  |    |                     |       |       |  |
|  |                  |                             | 3.               | ASVEL Basket        | 2  |                          |             |             |  |    |                     |       |       |  |
|  | 3.               | ASVEL Basket                | 3.               | ASVEL Basket        | 2  | 2                        |             |             |  |    |                     |       |       |  |
|  | 3.               | ASVEL Basket                |                  |                     |    |                          |             |             |  |    |                     |       |       |  |
|  | 6.               | Cholet Basket               | 0                |                     |    |                          |             |             |  |    |                     |       |       |  |
|  | 6.               | Cholet Basket               | 0                |                     |    |                          |             |             |  |    |                     |       |       |  |
|  |                  |                             |                  |                     |    |                          |             |             |  |    |                     |       |       |  |

## Premios de la LNB
MVP de la temporada regular
- MVP extranjero :  Delaney Rudd (ASVEL Basket)
- MVP francés :  Yann Bonato (CSP Limoges)

Jugador revelación
- Frédéric Weis (CSP Limoges)

Mejor defensor
- Jim Bilba (ASVEL Basket)

Mejor entrenador
- Gregor Beugnot (ASVEL Basket)